# تاريخ طاجيكستان
تاريخ طاجيكستان. وصول الإسلام إلى هذه المنطقة مرتبط بفتح خراسان وبلاد ماوراء النهر.فبعد معركة القادسية امتد نفود الإسلام إلى بلاد فارس.ثم وصل نهر جيحون.ثم انتقل إلى منطقة وادي فرغانة.ففي الفترة الواقعة بين سنتي أربع وتسعون وست وتسعون من الهجرة.فتح القائد قتيبة بن مسلم منطقة وادي فرغانة وتجاوزها نحو الشرق حتى وصل إلى حدود الصين.وثم ذلك بفتح كاشغر.وبعد سلسلة من الفتوحات عاد قتيبة بن مسلمة.وتولى أخوه صالح بن مسلم فأكمل فتح باقي منطقة وادي فرغانة وفتح صالح بن مسلم الباهلي كاسان وأورشت في وادي فرغانة.ذلك بعد عودة قتيبة إلى مرو.واستمر انتشار الدعوة طيلة العصر الأموي.
وفي العصر العباسي ازدادت صلة الخلفاء العباسيين بفارس وخراسان ووسط آسيا.وازدهرت الدعوة الإسلامية في عهد السامانيين وخلف السامانيين الغزنويون في الحكم وأخلصوا للدعوة الإسلامية لاسيما في عهد محمود الغزنوي الذي مد حدود الدولة إلى الهند.ثم جاء الأتراك السلاجقة بعد الغزنويين واسس السلاجقة دولة واسعة.
ثم اجتاح المغول منطقة وسط آسيا بعد ضعف الدولة السلوجوقية ولما ضعفت دولة المغول سيطر الروس عليها وكانت أكثر محاولات السيطرة الروسية في سنة1869 حيث استولوا على طاجيكستان في سنة 1917 وأصبحت جمهورية اتحادية في سنة 1922.
وفي آوائل 1990 شهدت جمهورية طاجيكستان انتفاضة ضد السلطة السوفياتية مما أدي إلي العديد من الظاهرات والعصيان المدني وقد استخدمت السلطات القوات المسلحة ضد العصيان. وقبل أن ينتهي عام1991 تفكك الاتحاد السوفياتي وأعلنت طاجيكستان استقلالها.

## الحرب الاهلية في طاجيكستان
سبقت الحرب الأهلية في طاجيكستان مظاهرات واسعة وقعت في دوشنبه في فيراير/شباط عام 1990 مطالبة باستقالة قهار مخكاموف السكرتير الأول للحزب الشيوعي الطاجيكي الذي انتخب في نوفمبر/تشرين الثاني للعام نفسه أول رئيس في طاجيكستان. فاجتمع امام مبنى اللجنة المركزية للحزب الشيوعي ما يزيد عن 4 آلاف شخص ودخل بعضهم في المبنى واضرم النار فيه. وفي مساء اليوم نفسه رد المتظاهرون على إطلاق النار من قبل رجال الشرطة بحرق المحلات التجارية والدكاكين والاكشاك. وشهدت دوشنبه في 13 فبراير/شباط توقف عمل المواصلات في المدينة والسكك الحديد والمعاهد والمدارس وروضات الأطفال ومكاتب البريد. كما توقفت الصحف والمجلات عن الصدور. وتحولت المظاهرات إلى مذابح واعمال عنف تجاه أهالي المدينة من اصل روسي كبارا وصغارا. شهدت طاجيكستان في زمن البيريسترويكا نهضة الحركة الإسلامية. وصعد إلى السلطة في البلاد بعد تفكك الاتحاد السوفيتي عام 1991 واعلان الاستقلال رحمن نابييف من أهالي مدينة لينين اباد. لكن المعارضة الطاجيكية قامت بمحاولة الإطاحة به.
وقد جرت العادة في العهد السوفيتي ان يحتل مسؤولون من أهالي مدينة لينين اباد المناصب الإدارية الهامة. وكان مسؤولون من أهالي مدينة كلاب يشغلون المناصب القيادية في أجهزة الأمن والشرطة. وحاول ممثلو الطوائف الأخرى من أهالي بدخشان وغيسار وغارم بعد اعلان استقلال طاجيكستان تغيير توزع المناصب الإدارية والقيادية في البلاد. وساعد في ذلك تعدد الأحزاب رغم أنه حمل طابعا شكليا لم يتم دعمه باصدار قوانين. وقد قامت المعارضة على أساس طائفي وإقليمي. وشكل حزب النهضة الإسلامية نواة للمعارضة الطاجيكية التي انضم اليه أيضا الحزب الديمقراطي. اما انصار الرئيس نابييف فاطلقت عليهم تسمية «الشيوعيين الجدد» إذ ان ممثلي النخبة السوفيتية والشيوعية شكلوا أساسهم. وتمثلت الحرب الأهلية في طاجكستان في واقع الأمر بمواجهة بين شمال البلاد المتطور اقتصاديا والجنوب الزراعي.
وانتقلت المواجهة في مايو/آيار عام 1992 إلى مرحلة النزاع الحاد. وقام المعارضون على مدى أشهر بمظاهرات الاحتجاج في الساحة الرئيسية للجمهورية بطلب استقالة ممثلي الحكومة. وكان انصار الرئيس يواجهونهم بتنظيم المظاهرات المؤيدة له. ووقع أول حادث سفك للدم يوم 5 مايو/آيار في إحدى القرى الواقعة على مشارف مدينة دوشنبه حيث حاول اهاليها الحيلولة دون حضور انصار الحكومة إلى المدينة. واسفرت الاضطرابات التي اعقتبت هذا الحادث عن سقوط المباني الحكومية في العاصمة والمطار والطرق المؤدية إليها في ايدي المعارضة. وتم في 11 مايو/آيار تشكيل حكومة الوفاق الوطني التي شغل ممثلو المعارضة فيها 8 مناصب بما فيها بعض المناصب الرئيسية.
لكن لم يؤد ذلك إلى احلال السلام. فشهد جنوب البلاد في يونيو/حزيران عام 1992 اشتباكات مسلحة بين انصار رئيس الجمهورية وتشكيلات المعارضة. وقد تم خرق وقف إطلاق النار الموقع بين الجانبين أكثر من مرة. واسفرت المواجهة عن تشريد ما يربو على 140 الف شخص. واوكلت إلى فرقة المشاة الروسية المرابطة بالجمهورية في ظل ذلك مهمة حراسة الأهداف الإستراتيجية الهامة. انتهى الأمر باستقالة الرئيس نابييف الذي هدد ضحايا الحرب الأهلية بالإعدام بالرصاص من قبل المعارضين.
هكذا بدأت المواجهة التي اسفرت عن وقوع النزاع بين الطوائف والحرب الأهلية في البلاد اعوم 1992 – 1997. وذلك بمشاركة الجبهة الشعبية من انصار الدولة العلمانية الممثلين للطوائف الجنوبية في إقليم هاتلون من جهة والمعارضة الطاجيكية الموحدة التي مثلها ائتلاف الإسلاميين من أهالي إقليم غارما و«الديمقراطيين» من أهالي إقليم بدخشان الجبلي من جهة أخرى.
في اواخر سبتمبر/ايلول دخلت قوات الجبهة الشعبية المدعومة من قبل أوزبكستان وروسيا في مدينة كورغان تيوبه الطاجيكية بهدف الحيلولة دون اسلمة البلاد وصعود العناصر الإسلامية إلى السلطة، الأمر الذي كان من شأنه ان يخل بالتوازن الجيوسياسي في المنطقة. وشهدت العاصمة الطاجيكية في ديسمبر/كانون الأول عام 1992 دخول وحدات الجبهة الشعبية في دوشنبه واضطر المعارضين الذين تم دفعهم إلى أفغانستان المجاورة وشرق البلاد. وتولى امام على رحمن منصب رئيس الحكومة الجديدة. كما لم تشهد الحدود الطاجيكية الأفغانية التي كان الجنود الروس يحمونها هدوءً. وحاولت العناصر المسلحة في المعارضة الطاجيكية في ربيع عام 1993 خرق الحدود، وذلك بدعم من المجاهدين الأفغان. حاولت المعارضة في عام 1994 تنشيط عملها. لكنها اخفقت في ذلك. وفشل عام 1995 هجوم المعارضة المنطلق من الأراضي لقاء يلتسين بامام علي رحمون وممثلي المعاضة الأفغانية. وجرت في أبريل/نيسان في موسكو ومايو/آيار عام 1995 في كابول مفاوضات بين الحكومة الطاجيكية والمعارضة على مستوى عالي، حيث اسفرت عن توقيع اتفاق تمديد وقف إطلاق النار لمدة قصيرة. وشهدت فترة ما بين أبريل/نيسان عام 1994 ومايو/آيار عام 1995 8 جولات من المفاوضات بين جانبي النزاع. لكن زعماء المعارضة لم يتخذوا فيها مواقف واضحة بسبب الخلافات التي وقعت خلالها. وقد تم في 23 ديسمبر/كانون الأول عام 1996 في موسكو توقيع الاتفاقية من قبل رئيس الجمهورية امام على رحمن وزعيم المعارضة الموحدة سعيد عبد الله نوري. وقضت الاتفاقية بضم ممثلي المعارضة إلى الحكومة وانخراط 4.5 فردا من مسلحيها في أجهزة الأمن الطاجيكية والعفو عن الف 5.4 عضو في المعارضة.
وتم توقيع اتفاقية الوفاق النهائي في الكرملين يوم 27 يونيو/حزيران علم 1997، وذلك في ختام الجولة التاسعة للمفاوضات بين الجانبين المتنازعين. وبقي بموجب الاتفاقية امام على رحمن الممثل للسلطة العلمانية يتولى منصب رئيس الجمهورية. ومنح قياديوا المعارضة مقابل ذلك الفرصة للانتخاب في البرلمان واحتلال مناصب المدراء في المرافق الإنتاجية الكبرى. اما جنود المعارضة فانخرطوا في صفوف الجيش الطاجيكي. ثم بدأت عملية عودة اللاجئين من أفغانستان. بدأ الوضع السياسي والعسكري في البلاد بعد توقيع اتفاقية الوفاق الوطني يستقر تدريجيا. لكن القائد الميداني محمود هودوي بيردي ممثل الجبهة الشعبية والمدعوم من قبل أوزبكستان لم يتوقف عن الصراع المسلح باستيلائه على مدينة كورغان تيوبه التي فرضت القوات الحكومية السيطرة عليها عام 1998 فقط. وتستمر بعض الفرق الصغيرة العدد التي لم توقع الاتفاقية في المقاومة. ومنها تشكيلات القائد الميداني مولو عبد الله التي لا تزال تسيطر منذ عام 2009 على بعض المناطق الجبلية النائية.